# 春岡村
春岡村（はるおかむら）は埼玉県北足立郡に1892年から1955年の間存在した村。現在はさいたま市見沼区の春岡地区と呼ばれる。

## 地理
- 河川 - 見沼代用水

### 隣接していた自治体
（括弧内は現在の自治体）
- 大宮市（さいたま市）
- 岩槻市（さいたま市）
- 北足立郡
  - 七里村（さいたま市）
  - 原市町（上尾市）
- 南埼玉郡
  - 蓮田町（蓮田市）

## 歴史
- 1869年（明治2年）
  - 1月28日 (旧暦) - 武蔵知県事・宮原忠治の管轄区域をもって大宮県が発足（県庁は日本橋馬喰町）。
  - 9月29日 (旧暦) - 県庁が浦和に移転し、大宮県から浦和県に改称。
- 1871年（明治4年）11月14日 (旧暦) - 浦和県・忍県・岩槻県の3県が合併して埼玉県が誕生。
- 1879年（明治12年）3月17日 - 足立郡の区域をもって行政区画としての北足立郡が発足。郡役所は浦和宿に設置。
- 1889年（明治22年）4月1日 - 町村制施行に伴い、丸ヶ崎村・小深作村・深作村・宮ヶ谷塔村が発足する。
- 1892年（明治25年）9月21日 - 丸ヶ崎村・小深作村・深作村・宮ヶ谷塔村が合併し、春岡村となる[1][2]。
- 1955年（昭和30年）1月1日 - 指扇村・馬宮村・植水村・片柳村・七里村とともに大宮市へ編入[1]。

## 由来
明治期に行われた合併で生まれた村名の多くは、合併した村々のなかで一番大きな村の名をつけたり、村の数を入れたり（三ツ和、七里など）、村々から一文字ずつ取ってつけたり、新しく縁起の良い名前をつけたりするが、この村は4番目の例であって「春岡」の名はこのときに新しくつけたものである。また、現在でも学校や支所などに「春岡」の名が残る。